# Fontă

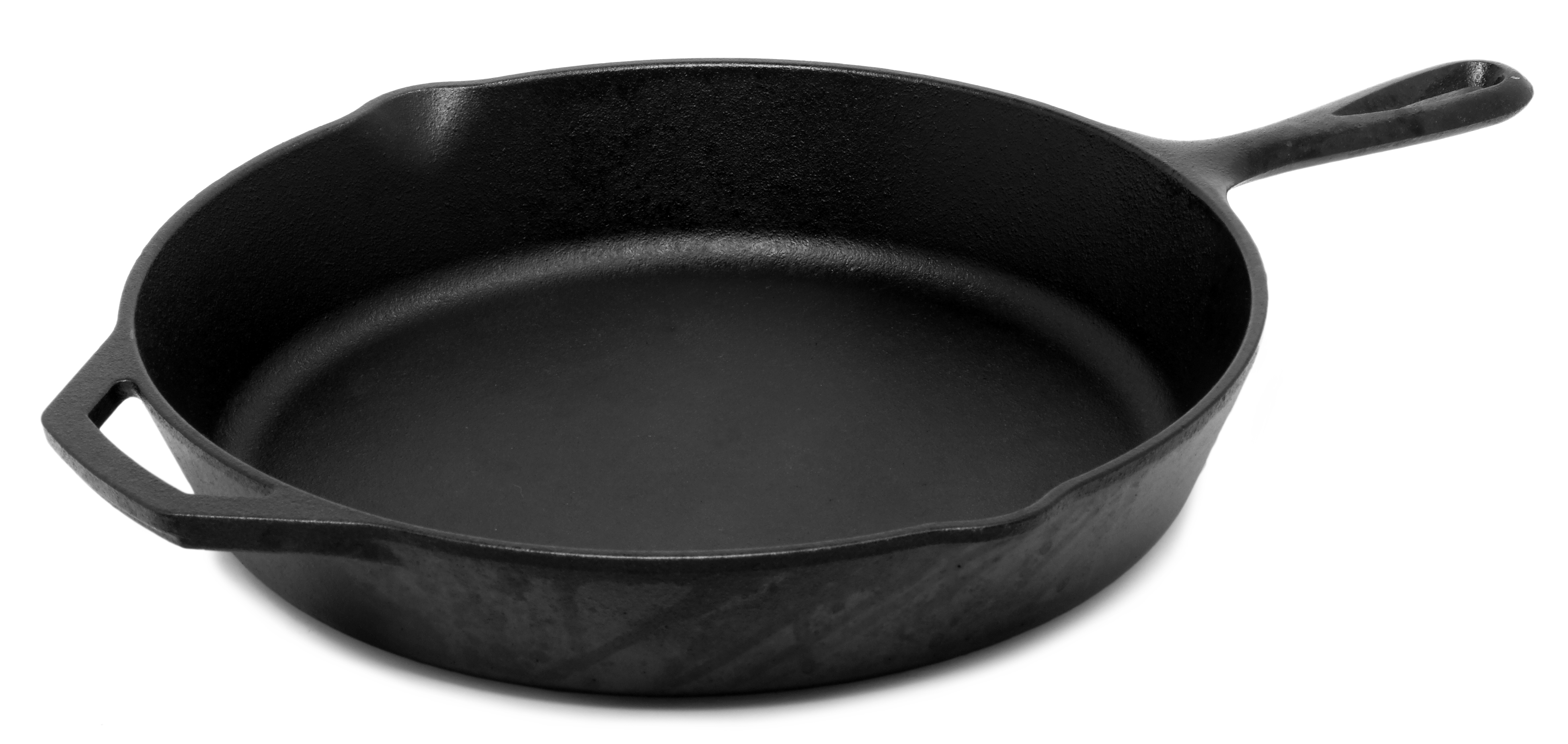
O tigaie fabricată din fontă

Fonta este un aliaj casant de fier, carbon și alte elemente, cu un conținut relativ ridicat de carbon (în comparație cu oțelul).

## Compoziție
Fierul pur nu prezintă o importanță practică. În schimb, aliajele fierului cu carbonul numite fontă și oțel sunt materialele metalice cele mai utilizate în tehnică. Fonta este aliajul fierului cu carbonul, care conține între 2,11% și 6,67% carbon, iar oțelul, aliajul fierului cu carbonul care conține sub 2,11% carbon. În afară de fier și carbon, atât fontele cât și oțelurile, mai conțin, în cantități mici, și alte elemente care nu au putut fi complet îndepărtate în procesul de elaborare sau care au fost introduse în mod voit, pentru a le conferi anumite proprietăți (elemente de aliere).

## Caracteristici
Fonta prezintă următoarele caracteristici generale: se toarnă bine, se prelucrează prin așchiere, dar nu se poate prelucra plastic (nu se poate lamina sau forja) și se sudează greu. Fontele turnate în piese mari sunt numite și fonte de a doua topire și se obțin din fonte brute, prin retopirea în cuptoare speciale (cubilouri) în scopul înlăturării impurităților și a obținerii anumitor compoziții. Ele pot fi: fonte cenușii,fonte nodulare și fonte maleabile.
- Fontele cenușii se toarnă foarte bine și se prelucrează prin așchiere, fiind ieftine.
- Fontele nodulare  se obțin prin adăugarea de magneziu în baia de fontă. Prezintă proprietăți mecanice la fel de bune ca oțelul și se toarnă la fel de bine ca fonta cenușie.
- Fontele maleabile  se obțin printr-un tratament termic special ; se pot prelucra bine prin așchiere și au proprietăți mecanice apropiate de ale oțelului.

## Obținere

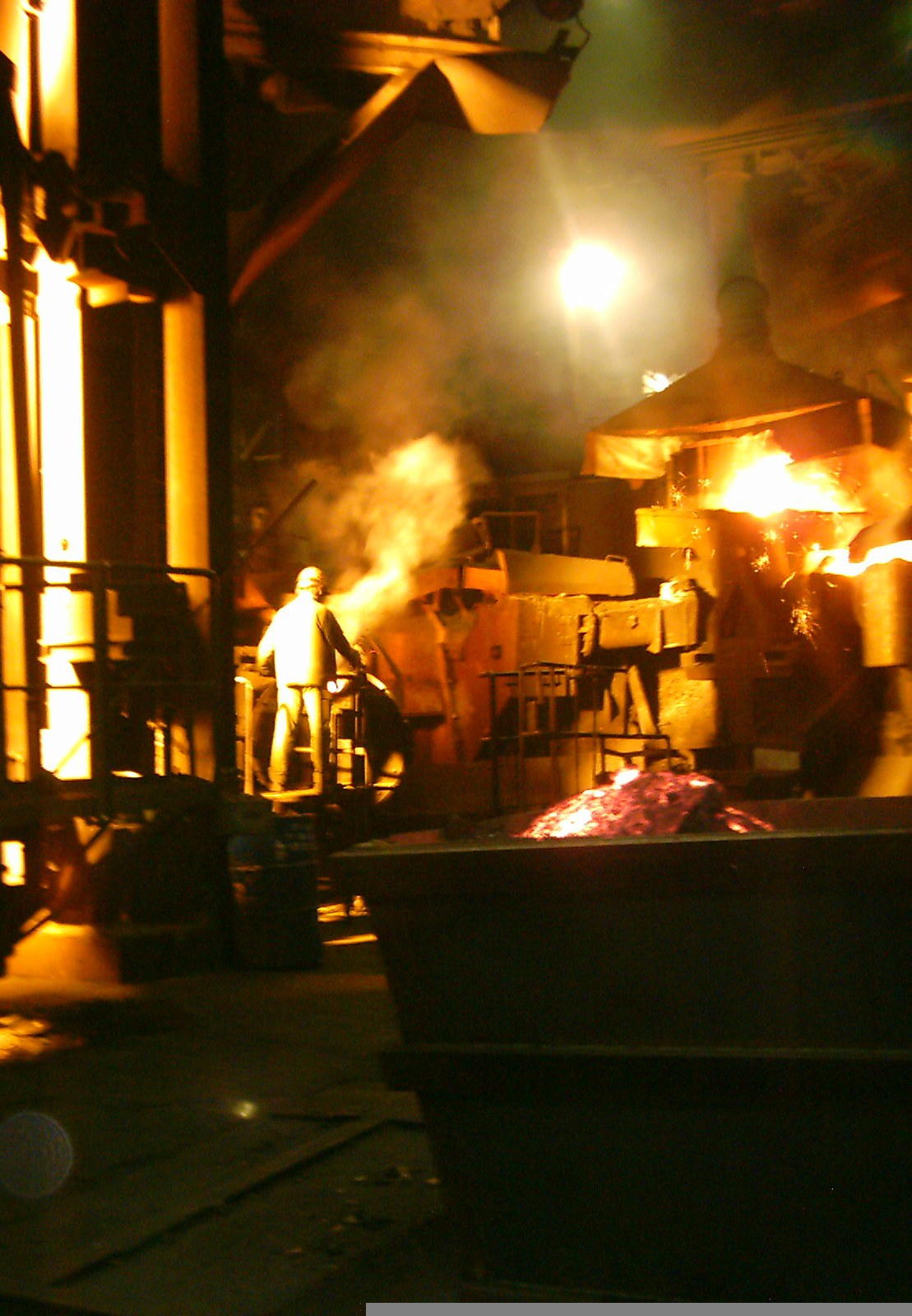
Fonta se obține în furnale

Fonta se obține prin topirea și reducerea minereurilor de fier în cuptoare speciale numite furnale. Fontele obținute în furnale se numesc fonte brute. După compoziția chimică se deosebesc în fonte brute obișnuite și fonte brute aliate. Ele pot fi folosite în:
- elaborarea oțelului (fonte pentru afinare)
- turnarea pieselor (fonte pentru turnătorie)

Fierul topit obținut în furnalul înalt, venind în contact cu cocsul din partea de jos a furnalului, conține diferite procente de carbon dizolvat (de obicei 3 sau 4%), împreună cu siliciu, mangan, fosfor și sulf în cantități mai mici. Aceste impurități scad punctul său de topire al fierului pur de la 1535 °C la circa 1200 °C. Această fontă este deseori turnată în bare.
Când fonta se prepară prin răcire bruscă din stare lichidă, are culoarea albă și se numește fontă albă. Ea constă în general în compusul cementita, Fe3C, o substanță rigidă și casantă. Fonta cenușie, obținută prin răcire înceată, constă în grăunți cristalini de fier pur (numit ferită) și fulgi de grafit. Atât fonta albă, cât și cea cenușie, sunt casante, deoarece principalul constituent al primei, cementita, este casant iar ultima este slăbită de fulgii de grafit distribuiți prin ea și de ferita dură conținută.
Fonta maleabilă, care este mai dură și mai puțin casantă decât cea albă sau cenușie, se prepară prin tratarea la cald a fontei cenușii cu o compoziție convenabilă. În acest tratament, fulgii de grafit se unesc în particule globulare, care, din cauza ariilor secțiunilor transversale mici, slăbesc ferita mai puțin decât o fac fulgii. Fonta este cea mai ieftină varietate de fier, dar folosirea ei este limitată din cauza rezistenței mici. O mare parte din ea se folosește la prepararea oțelului iar o cantitate mai mică, la fierului forjat.
Fierul forjat este un fier pur, cu numai 0,1-0,2% carbon și mai puțin de 0,5% impurități totale. El se prepară prin topirea fontei pe un pat de oxid de fier într-un cuptor cu reverberație, în care flacăra este reflectată de acoperiș în material pentru a-l încălzi. Fonta topită este agitată, oxidul de fier oxidând carbonul dizolvat în dioxid de carbon iar sulful, fosforul și siliciul trec în zgură. Pe măsura ce impuritățile sunt îndepărtate, punctul de topire al fierului crește și masa devine mai păstoasă. Ea este îndepărtată din furnal și bătuta cu ciocane acționate cu abur pentru a îndepărta zgura.
Fierul forjat este un aliaj rezistent și dur care se poate suda și forja ușor. În trecut se folosea extensiv la fabricarea lanțurilor, sârmei și a altor obiecte de acest gen. Astăzi este înlocuit în mare măsura cu oțelul aliat moale.